# Premio Internacional Jaime Brunet
El Premio Internacional Jaime Brunet a la promoción de los Derechos Humanos es un premio que otorga la Fundación Brunet de la Universidad Pública de Navarra a aquellas personas, equipos de trabajo y organismos o instituciones que tienen el fin de promover y difundir la defensa de los derechos humanos y para contribuir a la erradicación de las situaciones o tratos inhumanos o degradantes, vulneradores de los derechos inherentes a la dignidad de la persona.

## Historia
Estos premios se crearon en 1998 y consiste en el otorgamiento de un diploma acreditativo de la concesión y en el pago en metálico de la suma de 36.000 euros a quien se le concede el galardón.
Jaime Brunet Romero nació en Bayona (Francia) el 20 de julio de 1926 y falleció el 4 de enero de 1992 en San Sebastián (Guipúzcoa). Nacido en el seno de una familia de emprendedores catalanes que se había asentado en el siglo XVIII en Guipúzcoa (donde desarrollaron una importante actividad industrial), fue educado con un talante liberal y crítico con la época que le tocó vivir. Fue encaminado a la carrera de Derecho por su padre, Jaime Brunet Goitia, jefe local del partido republicano que llegó a ser teniente de alcalde del ayuntamiento de San Sebastián, donde ya habían ocupado la alcaldía su abuelo y bisabuelo. Cursó sus estudios en la universidad de Valladolid, en la que ejerció por un tiempo como profesor ayudante.
Su afición destacada por la lectura se acompañó por el interés de aprender idiomas, con los que pudo desenvolverse con facilidad en sus numerosos viajes, que le llevaron, a pesar de las dificultades de su tiempo, a recorrer más de treinta países. En estos viajes, según confesaba, captó y comprendió cuánta discriminación y violencia, cuánto abuso de los poderosos sobre los débiles existen aún en nuestro siglo, y con qué facilidad se conculcan diariamente los derechos más elementales de la persona humana. En los últimos años de su vida su sensibilidad por la situación de los derechos humanos y la defensa de la libertad del ciudadano, también ante los abusos de la Administración pública, se convirtieron en su constante preocupación.
Al no tener descendencia directa, y movido por sus sentimientos que le rebelaban contra las actuaciones injustas, decide legar su fortuna para crear a su fallecimiento la fundación que con su nombre se dedique a divulgar los derechos humanos y a premiar a quienes por su trabajo en defensa de los mismos se hicieran merecedores de este reconocimiento. De este modo, se crea la Fundación Jaime Brunet Romero, con residencia en la Universidad Pública de Navarra, según su voluntad testamentaria.

## Caractetísticas del premio
El premio consiste en el otorgamiento de un diploma acreditativo. Además está dotado con la cantidad económica de 36.000 euros.

## Galardonados[6]
- 2023: Fundación Fontilles
- 2022: Philip Obaji Jr. y Fundación Wassu.[7]
- 2021: Monseñor José Luis Azcona.[8]
- 2019: Alto Comisionado de las Naciones Unidas para los Refugiados.[9][10]
- 2018: Quedó desierto.[11]
- 2017: Fundación Vicente Ferrer.[12][13]
- 2016: Reprieve.[14][15]
- 2015: Thelma Aldana.[16][17][18][19]
- 2014: Gervasio Sánchez.[20][21][22][23]
- 2013: Comité Internacional de la Cruz Roja.[24][25][26]
- 2012: Natty Petrosino.[27][28]
- 2011: ONG Brigadas Internacionales de Paz.[29][30]
- 2010: Yoani María Sánchez.[31]
- 2008: Jürgen Habermas.[32][33]
- 2007: Jon Cortina Garaigorta.
- 2006: José María Caballero y la Fundación el Compromiso.[34]
- 2005: Mercedes Navarro.
- 2004: Manos Unidas.
- 2003: Tim Modise.
- 2002: Cecilio de Lora y Carolina Agudelo.
- 2001: Dalái lama.
- 2000: Cristina Cuesta Gorostidi.
- 1999: Akin Birdal.
- 1998: Amnistía Internacional.